# Eindhoven
Eindhoven é uma cidade e município neerlandês localizada na província de Brabante do Norte, no sul dos Países Baixos, originalmente na confluência dos rios Dommel e Gender. O curso do Gender foi modificado, mas o Dommel ainda passa na cidade. Eindhoven é a quinta cidade mais populosa dos Países Baixos e a maior da provincia de Brabante do Norte. A cidade possui 231.469 habitantes em uma área de 88,84 km² segundo dados de 2019. A cidade de Eindhoven é parte do SRE (Samenwerkingsverband Regio Eindhoven - tradução - União Cooperativa para a Região de Eindhoven - similar a região Metropolitana de Eindhoven).
Dentre as cidades e municípios e fronteiríços estão Nuenen, Helmond, Heeze-Leende, Waalre e Eersel. A aglomeração urbana de Eindhoven possui uma população de 337.487, enquanto a área metropolitana da cidade consiste em 419,045 habitantes e a região completa da cidade possui uma população de 753.426.

## Nome
O nome da cidade deriva da contração das palavras regionais eind (do Neerlandês, "último" ou "fim") e hove (ou hoeve, uma medida que representa aproximadamente 14 hectares de terra). Ao longo da cidade há uma quantidade considerável de ruas locais com o prefixo "Eind", enquanto um "hove" costumava representar uma parcela de terra arrendada por senhores locais para pessoas particulares (como agricultores). A região de Woensel em Eindhoven possuía uma quantidade considerável dessas parcelas arrendadas de terra, o que leva historiadores a crer que o nome Eindhoven pode ter se originado com o significado "últimos arrendamentos na terra de Woensel".
Outra possível explicação é que "Eind" é uma derivação de "Gender", um rio que atravessa a cidade.

## História

### Séculos XIII-XV
A história de Eindhoven começa em 1232, quando o Duque de Brabante Hendrik I outorgou direitos de cidade nos Países Baixos a Eindhoven, então um pequeno povoado na confluência dos rios Dommel e Gender. No momento da concessão da carta real, Eindhoven contava aproximadamente com 170 casas rodeadas por uma muralha defensiva, onde hoje se localiza o centro da cidade. No exterior da área murada havia somente um pequeno castelo. A cidade também teve o direito de organizar um mercado semanal, e os fazendeiros de povoados vizinhos eram obrigados a irem a Eindhoven para vender seus produtos. Outro fator importante para o crescimento da cidade foi a sua localização na rota comercial entre a região da Holanda e a cidade belga de Liège.
Por volta de 1388, as fortificações da cidade foram fortalecidas. E entre 1413 e 1420, um novo castelo foi construído dentro das muralhas da cidade. Em 1486, Eindhoven foi saqueada e queimada por tropas de Guelders.

### Séculos XVI-XVIII

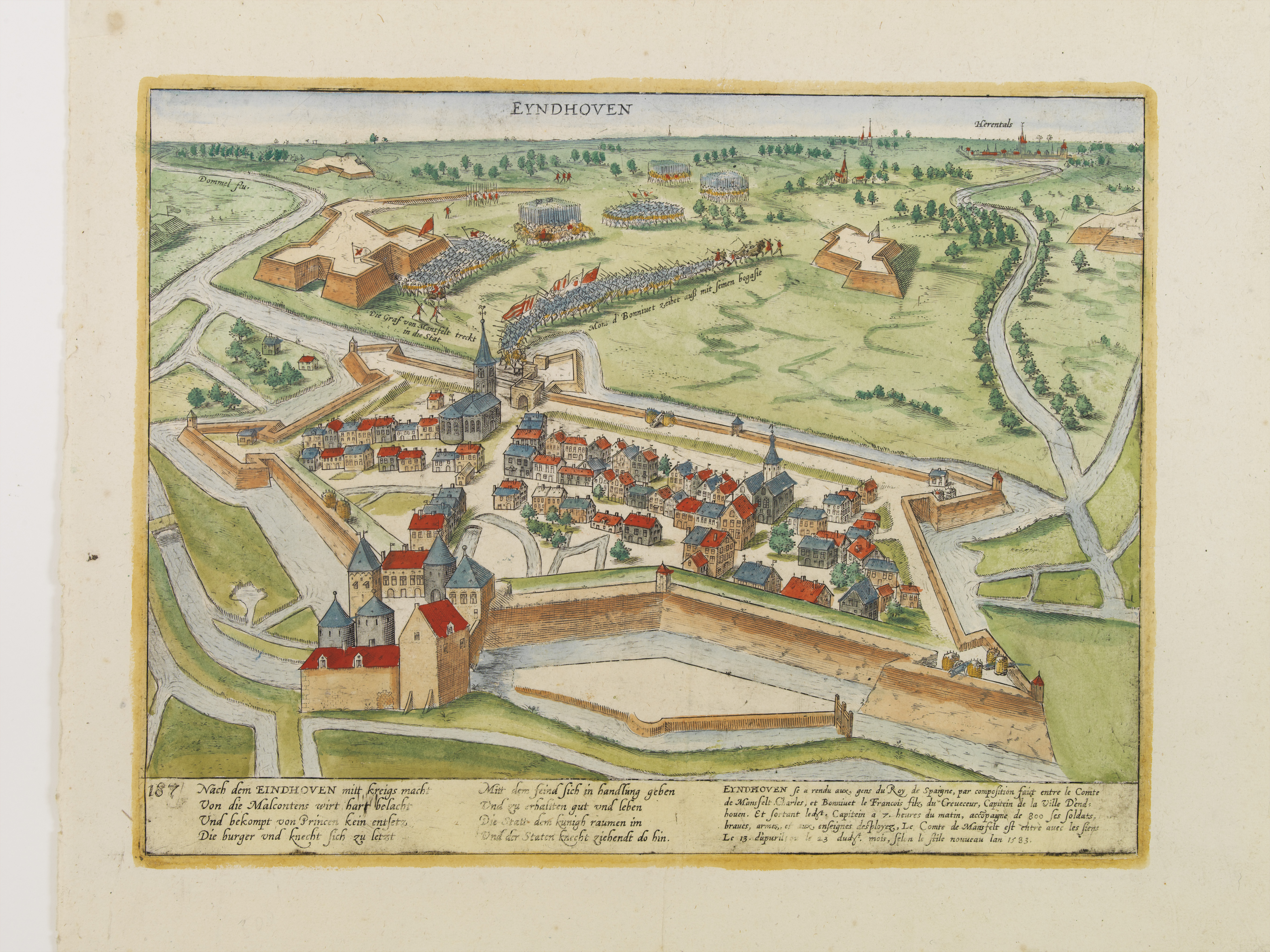
A Captura de Eindhoven em 1583, por Frans Hogenberg

A reconstrução de Eindhoven foi concluída em 1502, com uma muralha mais forte e um novo castelo. No entanto, em 1543 a cidade caiu novamente pois suas obras de defesa foram negligenciadas devido à pobreza local.
Um grande incêndio em 1554 destruiu aproximadamente 75% das casas da cidade, sendo que em 1560 elas foram reconstruídas com a ajuda de Guilherme I, Príncipe de Orange. Durante a Guerra dos Oitenta Anos pela independência dos Países Baixos da Espanha, Eindhoven mudou de mãos entre holandeses e espanhóis várias vezes, sendo incendiada por soldados espanhóis renegados, até que finalmente em 1583 foi capturada mais uma vez pelas tropas espanholas e as muralhas da cidade foram demolidas.
Eindhoven não se tornou novamente parte dos Países Baixos até 1629. Durante a ocupação francesa, Eindhoven sofreu novamente com muitas de suas casas destruídas pelas forças invasoras. Eindhoven permaneceu sendo uma cidade menor depois disso. Somente com o início da Revolução Industrial a cidade passou a ter uma maior importância regional e nacional.

### Século XIX
A revolução industrial do século XIX proporcionou um grande crescimento populacional e de desenvolvimento urbano na cidade. Canais, estradas e ferrovias foram construídos durante esse período. Eindhoven foi conectada ao principal canal de Zuid-Willemsvaart através da filial Eindhovens Kanaal em 1843, sendo também conectada por via férrea às cidades de Tilburg, 's-Hertogenbosch e Venlo e também ao reino vizinho da Bélgica entre 1866 e 1870. As atividades industriais da cidade inicialmente se concentraram em Tabaco e Indústria têxtil, crescendo posteriormente com o ascensão da gigante de iluminação e eletrônica Philips, que foi fundada como uma empresa de fabricação de lâmpadas em Eindhoven em 1891.
A industrialização também trouxe um grande crescimento populacional para Eindhoven. No estabelecimento do Reino dos Países Baixos em 1815, Eindhoven tinha somente 2.310 habitantes.

### Século XX
Em 1920, a população da cidade já chegava a 47.946 habitantes; em 1925, eram 63.870 e, em 1935, aumentaram para 103.030. O crescimento explosivo da indústria na região e as necessidades subsequentes de moradia dos trabalhadores exigiram mudanças radicais na administração, pois a cidade de Eindhoven ainda estava confinada aos limites da cidade medieval projetada dentro das muralhas. Em 1920, os cinco municípios vizinhos de Woensel (ao norte), Tongelre (nordeste e leste), Stratum (sudeste), Gestel en Blaarthem (sudoeste) e Strijp (oeste), que já estavam sendo utilizados para suprir as necessidades de moradia e outros problemas gerados pelo crescimento da cidade, foram incorporados ao novo município de Groot-Eindhoven (do Neerlandês, "Grande Eindhoven"). O prefixo "Groot-" foi descartado posteriormente.

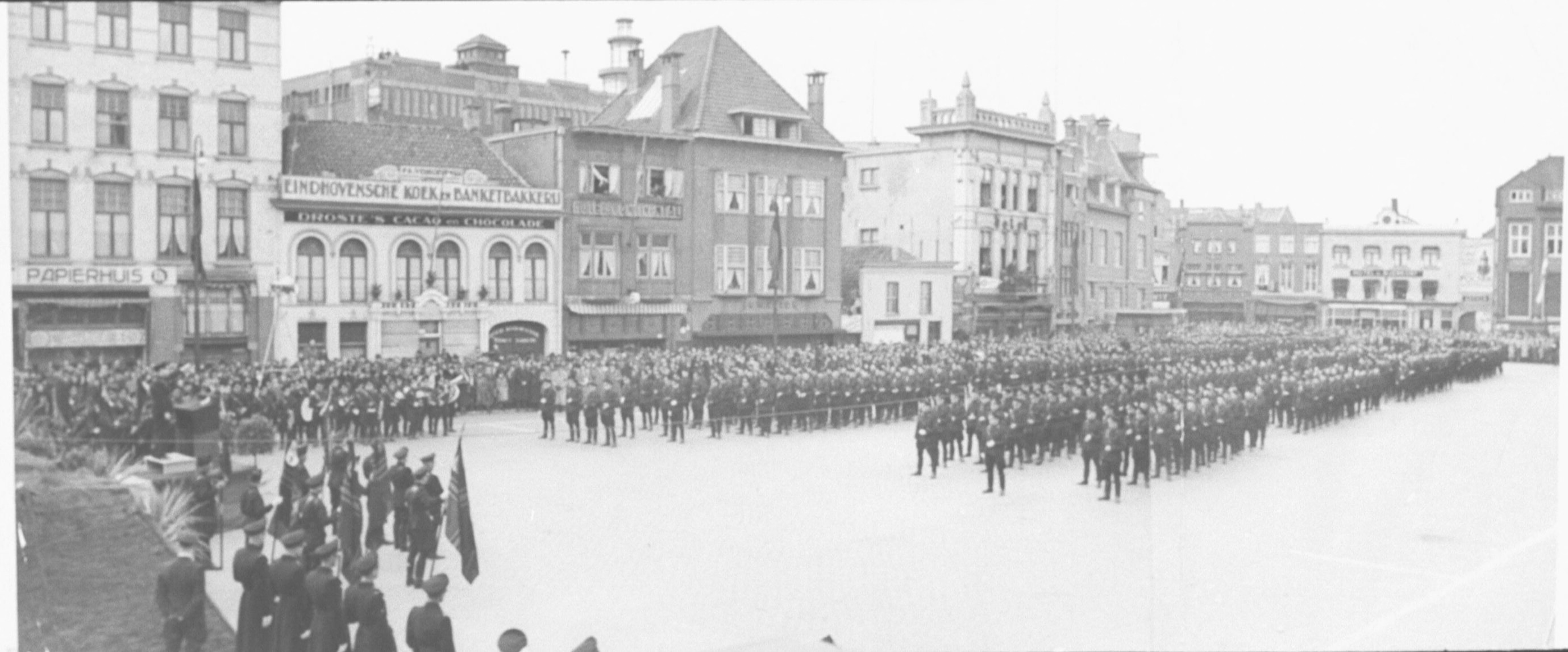
O Movimento Nacional Socialista nos Países Baixos, Eindhoven, em abril de 1941

Após a incorporação de 1920, os cinco antigos municípios se tornaram distritos do município de Eindhoven, com o Eindhoven-Centrum (Eindhoven Centro, correspondendo à área da cidade original) formando o sexto. Desde então, um sétimo distrito adicional foi formado dividindo o maior distrito, o de Woensel, em Woensel-Zuid (Wonsel Sul) e Woensel-Noord (Wonsel Norte).
O início do século 20 gerou um crescimento da indústria técnica na cidade com a fundação da empresa de fabricação de caminhões e carros DAF, e uma subsequente mudança das oportunidades locais para a eletrônica e a engenharia, com as indústrias tradicionais de tabaco e têxteis diminuindo e desaparecendo completamente na década de 1970.

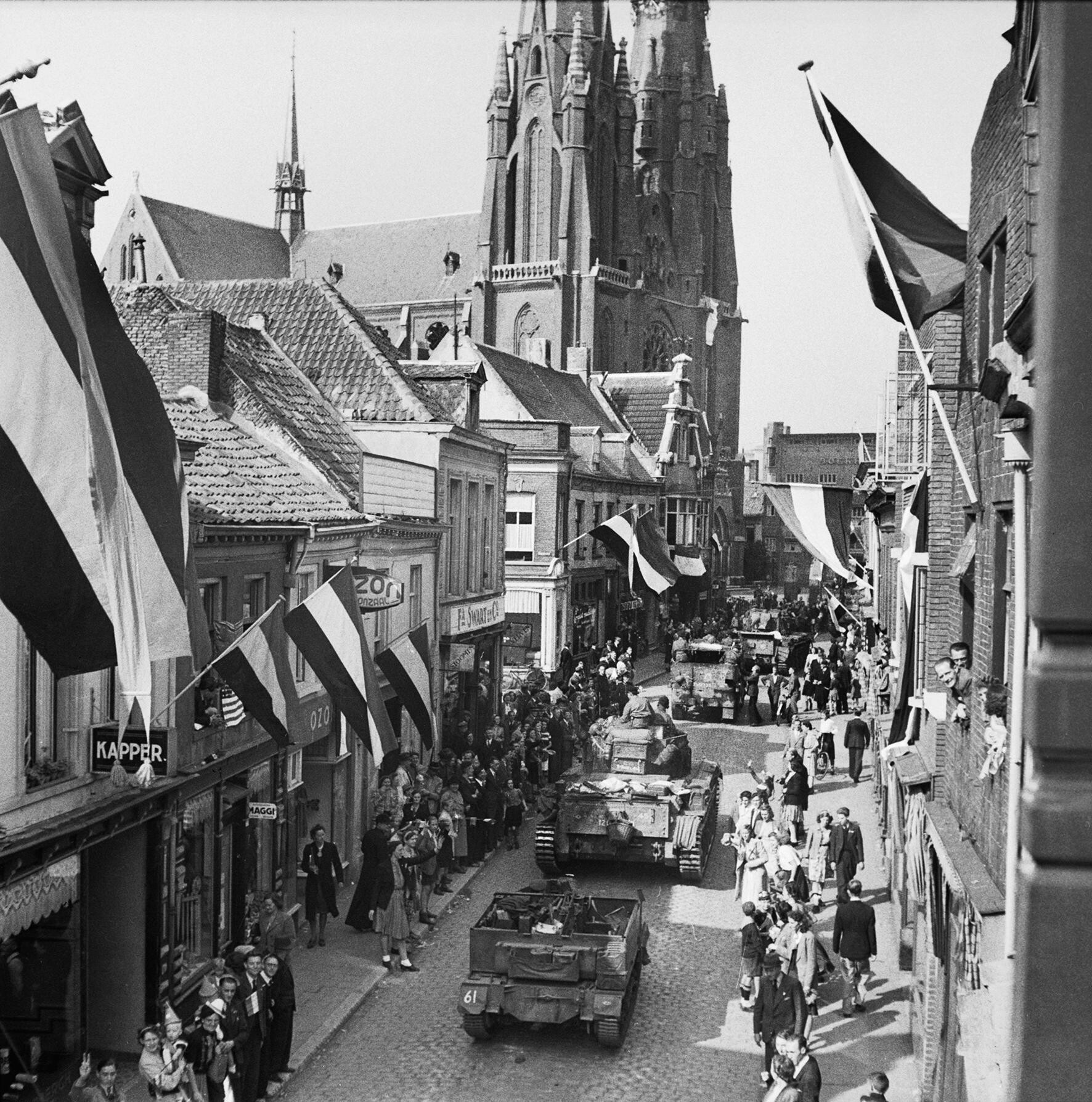
Habitantes de Eindhoven (durante a Segunda Guerra Mundial) assistindo as Forças Aliadas entrando na cidade após sua libertação das Potências do Eixo em 19 de setembro de 1944

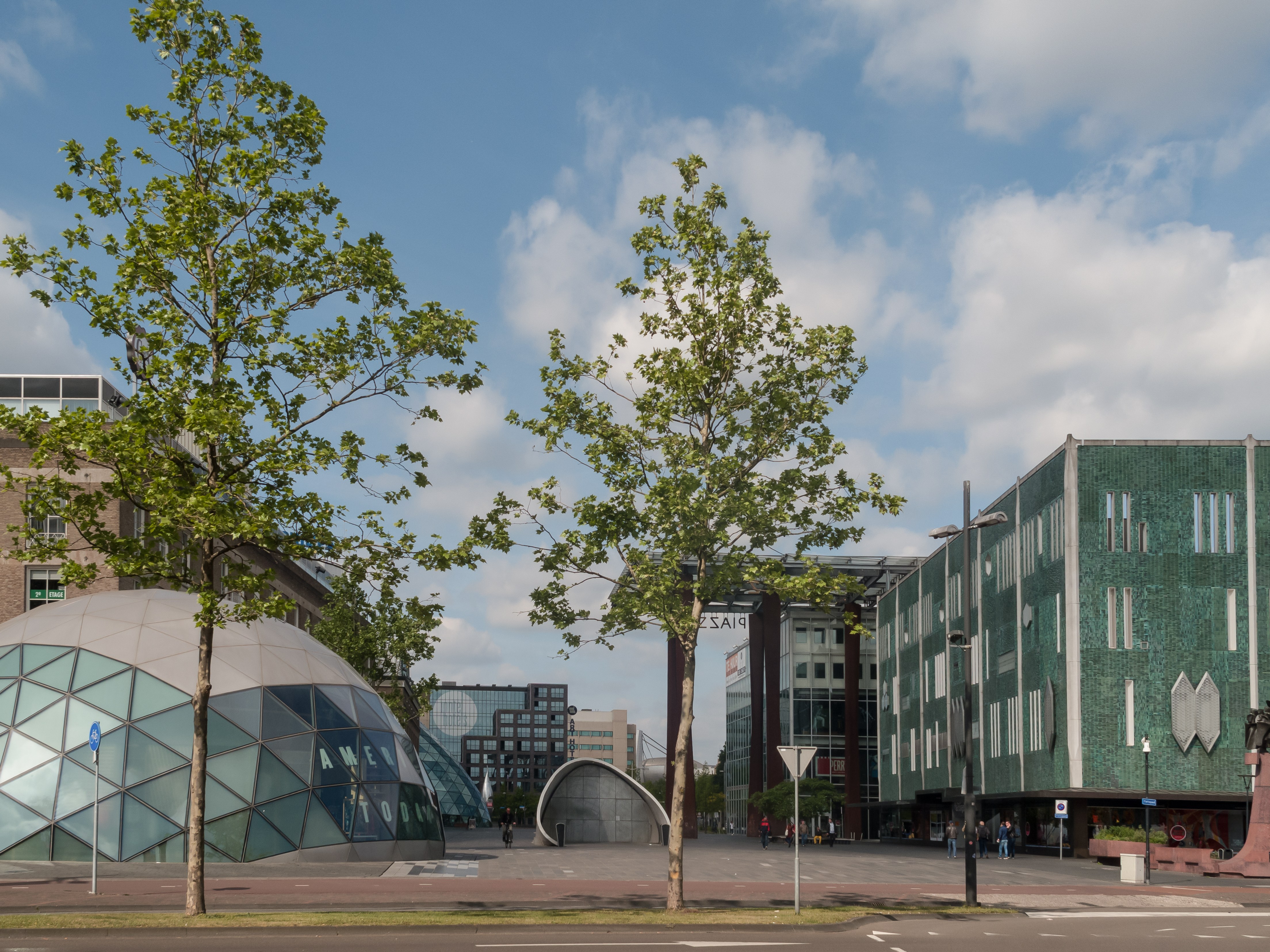
Eindhoven, vista de uma rua do centro: 18 Septemberplein-Vestdijk-Stationsplein

Um primeiro ataque aéreo na Segunda Guerra Mundial foi realizado pela RAF em 6 de dezembro de 1942, visando a fábrica da Philips no centro da cidade. Durante o bombardeio 148 civis morreram, apesar de o ataque ter sido realizado no domingo por bombardeiros leves modleo De Havilland DH 98, popularmente conhecidos como "Mosquitos". Os ataques aéreos em larga escala, incluindo o bombardeio da Luftwaffe em 19 de setembro de 1944 durante a Operação Market Garden, destruíram grandes partes da cidade. A reconstrução que se seguiu deixou poucos restos históricos e o período de reconstrução do pós-guerra viu planos drásticos de renovação seguindo o estilo de arranha-céu, alguns dos quais foram implementados na cidade. Na época, havia pouca consideração pelo patrimônio histórico. Durante a década de 1960, um novo prédio para a prefeitura foi construído e seu antecessor com estilo neogótico datando de 1867 foi demolido para dar lugar a uma estrada arterial planejada que nunca foi realizada.
As décadas de 1970, 1980 e 1990 viram o surgimento de empreendimentos habitacionais em larga escala nos distritos de Woensel-Zuid e Woensel-Noord, tornando Eindhoven a quinta maior cidade dos Países Baixos. No início do século XXI, um novo conjunto habitacional chamado Meerhoven foi construído no local do antigo aeroporto de Welschap, a oeste de Eindhoven. O próprio aeroporto, agora chamado Aeroporto de Eindhoven, havia se mudado anteriormente para um novo local, abrindo caminho para novas casas que eram vistas como necessárias pelo planejamento local. Meerhoven faz parte do distrito de Strijp e fica parcialmente em terras anexas ao município fronteiriço de Veldhoven.

## Indústria
Eindhoven cresceu de um pequeno vilarejo em 1232 para a quinta maior cidade dos Países Baixos, com aproximadamente 230.000 habitantes em 2020. Grande parte do seu crescimento deve-se a Philips, à fábrica de automóveis DAF e à fabricante de utensílios domésticos Brabantia. Atualmente, Eindhoven é um importante centro tecnológico no sul dos Países Baixos e um dos mais importantes polos tecnológicos da Europa.
Após o ressurgimento dos Paises Baixos em 1815 e o fim da Revolução Belga, Eindhoven era uma pequena vila de 1250 habitantes em uma área economicamente atrasada e de função principalmente agrícola. Terrenos baratos, mão-de-obra barata e a existência de teletrabalho pré-industrial (huisnijverheid, em neerlandês) fizeram de Eindhoven uma área atraente para as indústrias em desenvolvimento que estavam sendo estimuladas pelo governo do Rei Guilherme I. Durante o século XIX Eindhoven transformou-se em cidade industrial com fábricas de tecelagem, fabricação de charutos, fabricação de fósforos e fabricação de chapéus. Eindhoven ganhou a alcunha de "Cidade das Luzes" por ter se tornado a maior fornecedora nacional de fósforos. A maioria dessas indústrias desapareceu novamente após a Segunda Guerra Mundial.

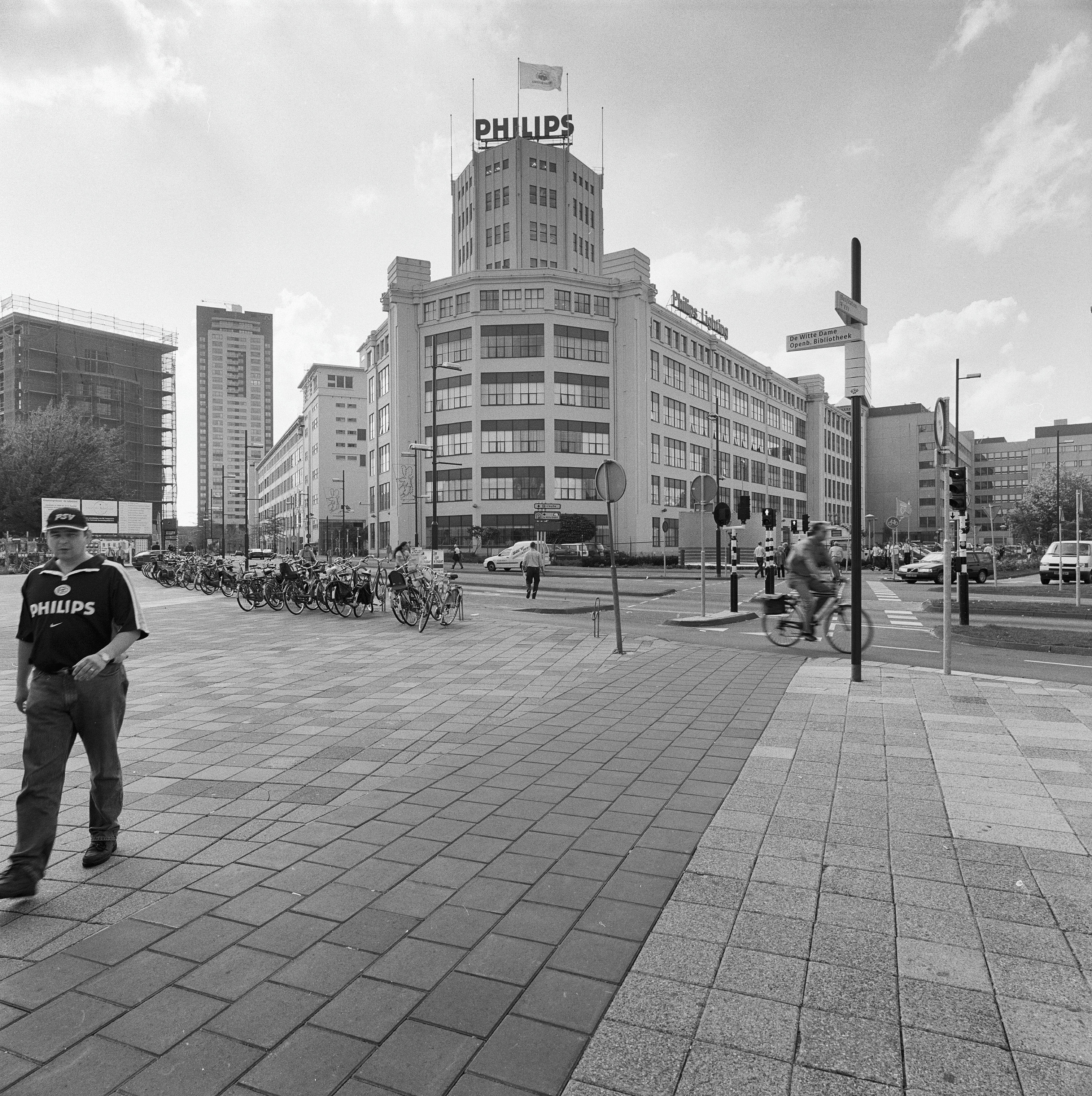
Philips Light Tower em 2000.

Em 1891, os irmãos Gerard e Anton Philips fundaram a pequena fábrica de lâmpadas que se tornaria uma das maiores empresas de eletrônicos do mundo. A presença da Philips é provavelmente o fator que mais contribuiu para o grande crescimento de Eindhoven no século XX. A companhia atraiu e também financiou várias empresas de alta tecnologia, tornando Eindhoven um importante centro industrial e de tecnologia. Em 2005, um terço da quantia total gasta em pesquisa nos Países Baixos foi gasta em Eindhoven ou nos arredores. Um quarto dos empregos na região são em Tecnologia e TI, com empresas como a FEI Company (anteriormente denominada Philips Electron Optics), NXP Semiconductors (anteriormente Philips Semiconductors), ASML, ALTEN, Simac, Neways Electronics e a Philips e DAF acima mencionadas.
Eindhoven tem sido um centro de cooperação entre institutos de pesquisa e a indústria. Essa tradição começou com a Philips e, desde então, se expandiu para grandes redes de cooperação. A Universidade Tecnológica de Eindhoven abriga uma incubadora de empresas iniciantes em tecnologia e o NatLab se tornou o Campus de Alta Tecnologia de Eindhoven. Além disso, a Organização Neerlandesa para Pesquisas Científicas Aplicadas (TNO) abriu uma filial no campus da universidade. Essa tradição tecnológica também promoveu a cooperação entre indústrias na região; Um exemplo disso é o anúncio, em setembro de 2010, de um novo laboratório de pesquisa para materiais de embalagem de alta qualidade, uma cooperação da IPS Packaging e da Thales Cryognetics.
Essa tradição cooperativa também se desenvolveu em uma direção diferente da pesquisa tecnológica tradicional realizada na universidade. A partir de 2002, a universidade, um grande hospital local, a Philips Medical e a Universidade de Maastricht uniram forças e começaram uma pesquisa conjunta em ciências biomédicas, tecnologia e engenharia. Dentro de Eindhoven, esta pesquisa foi concentrada em um novo corpo docente universitário (BioMedical Technology ou BMT). Esse desenvolvimento também fez de Eindhoven um centro de tecnologia biomédica nos Paises Baixos e na Europa.

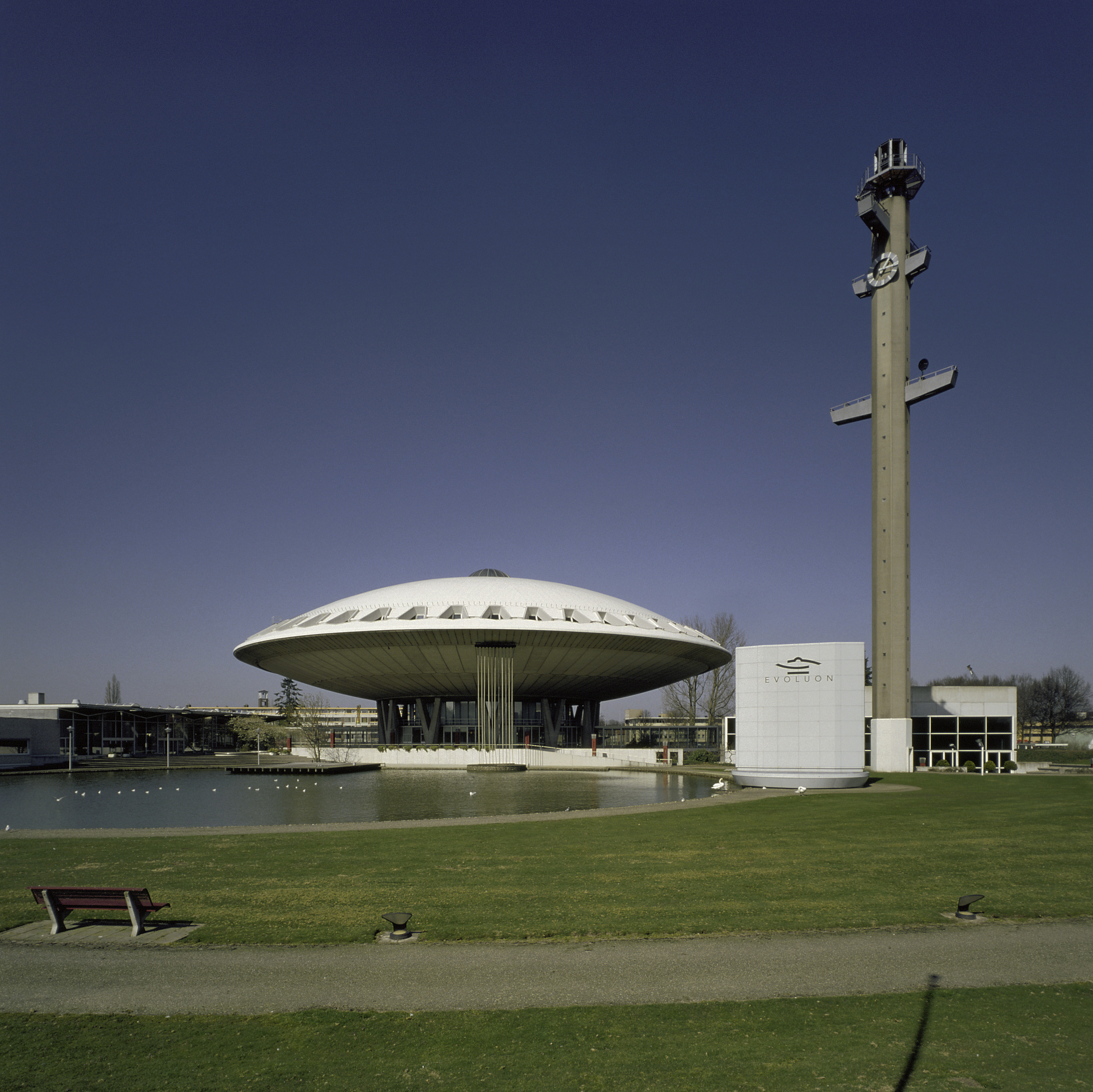
O Centro de Conferências Evoluon

Os principais exemplos do patrimônio industrial em Eindhoven são o renovado complexo Witte Dame ("Senhora Branca"), uma antiga fábrica de lâmpadas da Philips; e o edifício Admirant (informalmente conhecido como Bruine Heer ou "Cavalheiro Marrom" em referência à Witte Dame do outro lado da rua), os antigos escritórios principais da Philips. Atualmente, a Witte Dame abriga a biblioteca municipal, a Academia de Design e uma variedade de lojas. O Admirant foi reformado em um prédio de escritórios para pequenas empresas. Do outro lado da rua da Witte Dame e ao lado do Admirant, fica a primeira fábrica de lâmpadas da Philips (apelidada de Roze Baby, ou "Bebê Rosado"), em referência à sua cor rosa e tamanho muito menor quando comparada à "Dama Branca" e ao "Cavalheiro Marrom"). O pequeno edifício agora abriga o Centro de Luz Artificial na Arte e o museu "Fábrica de Lâmpadas Incandescentes da Philips de 1891".

### Iniciativas de economia do conhecimento
Devido ao seu ambiente de alta tecnologia, Eindhoven faz parte de várias iniciativas para desenvolver, promover e aumentar uma economia do conhecimento. Os principais dentre eles são:
- Região Brainport:[8] Iniciativa cooperativa do governo local, da indústria e da Universidade Tecnológica de Eindhoven para desenvolver a economia do conhecimento local da região de Eindhoven.
- Brainport Development:[9] uma extensão da região de tecnologia de ponta, o Brainport Development atua como a agência regional de inovação de Eindhoven para manter sua posição como o principal centro de inovação do mundo.[10]
- SRE:[11] A Região Metropolitana de Eindhoven é um acordo de cooperação entre os municípios da região metropolitana de Eindhoven. Embora o SRE seja muito mais do que apenas um acordo econômico, ele inclui cooperação econômica..
- O Triângulo Eindhoven-Leuven-Aachen:[12] Um extenso acordo de cooperação entre as universidades e regiões vizinhas de Eindhoven, Leuven (Bélgica) e Aachen (Alemanha).
- Na região de Eindhoven (principalmente em torno de Helmond), várias partes estão trabalhando juntas para estabelecer uma instalação de testes automotivos em escala europeia, para testes e certificação europeia de veículos. Essa cooperação envolve a Universidade Tecnológica de Eindhoven, a TNO Automotive e as diferentes empresas automotivas de Helmond e arredores.

Como resultado desses esforços, o Fórum de Comunidades Inteligentes nomeou a região metropolitana de Eindhoven como uma das 21 principais comunidades inteligentes em 2008 e uma das sete principais comunidades inteligentes em 2009 e 2010. Finalmente, em 2011, a ICF nomeou Eindhoven o Comunidade inteligente do ano.

### EIT Co-location
Eindhoven é um dos centros de colocalização do Instituto Europeu da Inovação e da Tecnologia (EIT). Hospeda duas Comunidades de Conhecimento e Inovação (CCI): Innoenergia (Energia Sustentável) e EIT ICT Labs (Tecnologia da Informação e Comunicação). Os co-locais estão no Campus de Alta Tecnologia de Eindhoven.

## Esporte
A cidade possui uma das principais equipas de futebol dos Países Baixos, o PSV Eindhoven, patrocinado pela Philips.